# Клан Армстронг

Емблема (гребінь, хрест) клану Армстронг.

Герб вождя клану Армстронг.

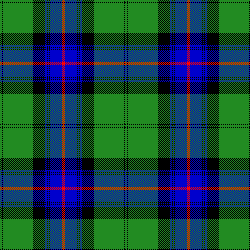
Тартан клану Армстронг. Єдиний тартан який побував на Місяці.

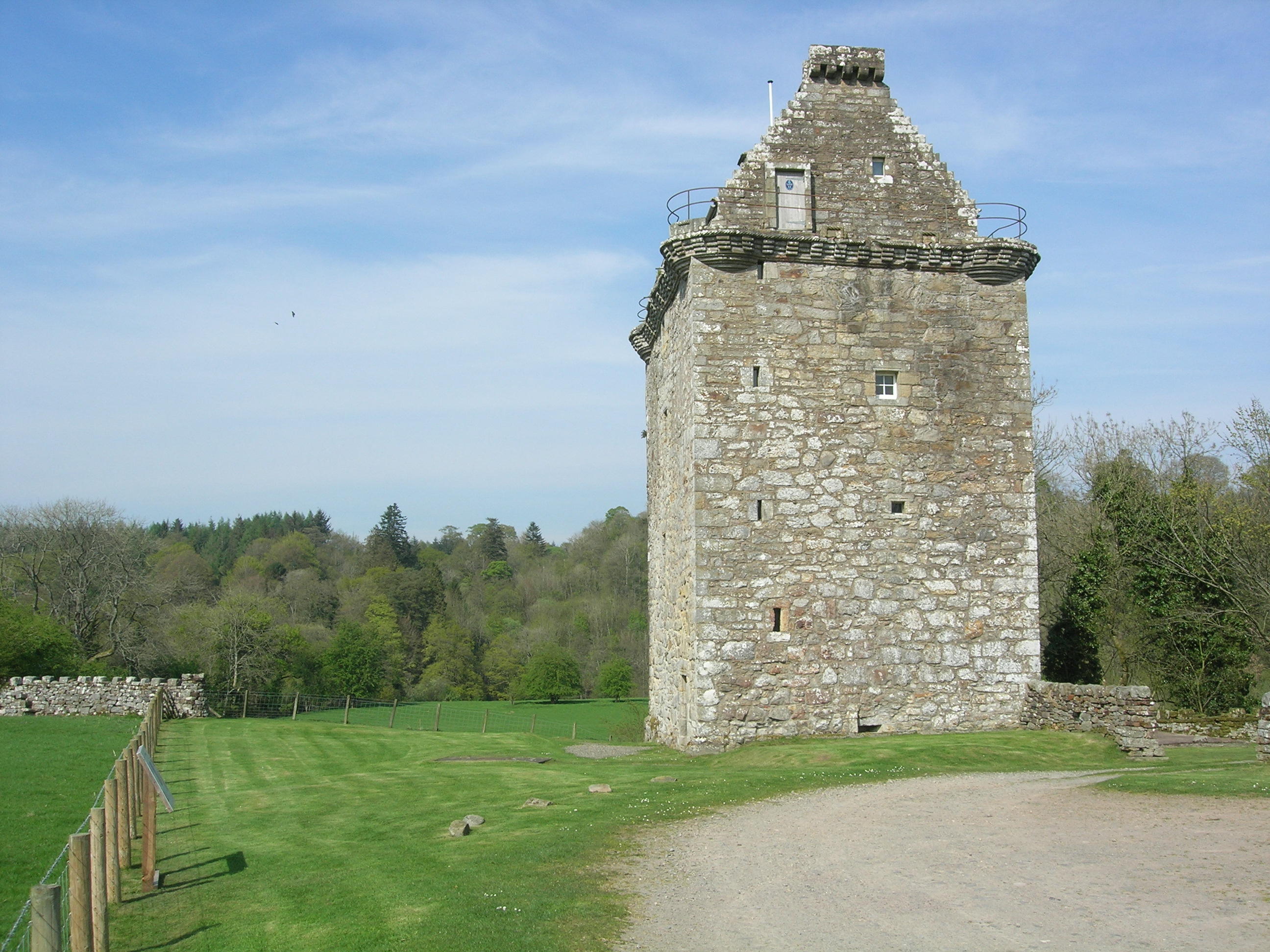
Замок Ґілнокі – культурний центр клану Армстронг.

Клан Армстронг (шотл., ірл. - Clan Armstrong, гельск. - Clan MacGhillielàidir) – один з рівнинних шотландських кланів прикордоння та один з ірландських кланів Ольстеру. На сьогодні клан не має визнаного герольдами вождя, тому в Шотландії та Ірландії вважається так званим «кланом зброєносців».
Клан представлений у вигляді «Спілки клану Армстронг» серед кланів Шотландського прикордоння. Президент цієї спілки Мішель Армстронг Мангбігурст (шотл. - Micheil Armstrong) живе нині в Каліфорнії (США). Музей клану Армстронг є Лангольмі, Дамфрісшир. Там міститься найбільший в світі архів історії клану Армстронг. Щоліта відбуваються збори людей клану Армстронг.
Гасло клану: Invictus maneo – Як і раніше нескорений.
Символ клану: чебрець
Історичний центр клану: Gilnockie Tower - башта Гілнокі
Останній вождь клану: Арчібальд Армстронг Мангертон (шотл. - Archibald Armstrong  Mangerton) (пом. 1610 року)
Землі клану: Лідсдейл

## Історія клану Армстронг

### Походження
Згідно з легендами та історичними переказами засновником клану Армстронг був Сівард Беом (дан. - Siward Beorn) – Меч Воїна, що був відомий також як Сівард Діргі (шотл. - Siward Digry) – Меч Сильної Руки. Він був останнім англо-данським графом Нортумберленду, племінником короля Кнуда – данського короля Англії, що правив 1035 року. Вожді клану Армстронг були пов’язані шлюбом з королем Шотландії Дунканом, з королем Англії Вільгельмом Завойовником, з герцогом Нормандії.
Назва Армстронг була поширена по всій Нортумбрії та по Шотландському Прикордонні. Клан Армстронг став потужним і войовничим кланом землі Ліддесдейл і на спірних землях. Історик Джордж Фрейзер наводить так званий «Чорний список» 1235 року, в якому зазначено, що Адам Армстронг помилуваний щодо вбивства. У документах також зустрічається Гілберт Армстронг – стюард при дворі короля Шотландії Давида II, посол Шотландії в Англію у 1363 році.
Як і у всій Шотландії на землях клану Армстронг в середньовіччя розмовляли гельською мовою. Назва Армстронг має англо-саксонське походження. Гельською мовою клан називався клан МакГіллєлайдір (гельск. - Clan MacGhillielàidir) та клан і-Гіллелайдір (гельск. - Clann 'icGhillelàidir). Ці назви клану часто зустрічаються в сучасній літературі. Клан Армстронг, який живе в Ірландії називається гельською мовою клан Мак Трен-Лаврайд (ірл. - Mac Tréan-Labhraidh) і вважається гілкою давнього клану О’Лаврада (ірл. - Ó Labhradha). Прізвища, які виникли в цьому клані, крім О’Лаврада, О’Лаврая, Трайнор (ірл. – Traynor), Тренор (ірл. – Treanor), Трейнор (ірл. – Trainor), МакКрайнор (ірл. – MacCrainor). Всі вони виникли від прізвища Мак Тренфір (ірл. - Mac Threinfhir) – Син Сильної Руки. Всі Армстронги Ірландії були католиками і багато з них взяли прізвище Трайнор (ірл. – Traynor).

### XV – XVII століття
1425 року Джон Армстронг – брат Армстронга Мангертона збудував міцну оборонну вежу в Ліддесдейлі. Клану Армстронг вдалося зібрати і озброїти 3000 вершників лише в одному районі спірних земель. 1528 року лорд Дакр, що був в Анлії на посаді Сторож Кордонів, напав на вежу Армстронг, але клан Армстронг у відповідь спалив Нетербі. Сила клану Армстронг була помічена королем Шотландії Джейсом V як загроза його владі. Король Джеймс обманом заманив Джона Армстронга в Гінлокі на зустріч з лордом Хавіком, де Джона Арсмстронга схопили і повісили без зайвих слів. Король Джеймс продовжив ворожі дії щодо клану Армстронг, коли клан не зміг короля в битві під Солуей Мосс.
1603 року Союз Корон приніс офіційне припинення нескінченної англо-шотландської війни на кордоні. 1603 року вождь клану лейрд Армстронг був повішений в Единбурзі за напади на Пентріт (Англія). Протягом століть шотландці і англійці, що жили вздовж кордону Англії та Шотландії нападали одне на одного. Страта вождя клану Армстронг була початком безжальної компанії короля Англії та Шотландії Джеймса VI по заспокоєнню прикордоння. У результаті цієї компанії примирення багато людей з прикордоння мусили кинути свої домівки і шукати кращої долі в інших землях. Зокрема, частина людей клану Армстронг переселилася в Ольстер, в графство Фермана. Нині прізвище Армстронг є одним з найпоширеніших прізвищ в Ольстері.

### Сучасна історія клану Армстронг
До клану Армстронг належало багато видатних і відомих людей, зокрема:
- Сер Олександр Армстронг – дослідних Арктики.
- Ніл Армстронг – астронавт, перша людина , яка ступила на Місяць. На місяць він взяв з собою шматочок тартану клану Армстронг.
- Олександр Армстронг – артист, комік.
- доктор Робер Армстронг – знавець гельської мови, уклав і опублікував слоовник давньої гельської мови у 1825 році.

Не дивлячись на те, що останній вождь клану Армстронг помер ще в XVII столітті, клан існує, спілка клану Армстронг створена у 1978 році. 
- Річард Ніксон — президент США у 1969—1974 роках. Належав до однієї з септ клану Армстронг. Саме за його президентства на Місяць висадився астронавт Ніл Армстронг - перша людина на місяці, що теж належав до цього ж клану, тільки до іншої септи.

## Замки клану Армстронг
- Замок Гілнокі (шотл. – Gilnockie) – являє собою потужну вежу, що розташована у 2 милях на північ від Канонбі в Дамфрісширі. Збудована у 1518 році, але раніше тут теж було укріплення. Зараз це культурний центр клану Армстронг.
- Замок Мангертон (шотл. – Mangerton) – являє собою вежу, на відстані 1 милі на південь від Ньюкастелттону, поруч біля англійського кордону. Поруч знаходиться хрест Мінголм (гельск. – Minholm), що встановлений 1320 року на згадку про вбивство Олександра Армстронга в замку Ермітаж (гельск. – Hermitage).